# Rhabdogaster zopheros
Rhabdogaster zopheros là một loài ruồi trong họ Asilidae. Rhabdogaster zopheros được Londt miêu tả năm 2006. Loài này phân bố ở vùng nhiệt đới châu Phi.